# La télé arrive
Pour plus de détails, voir Fiche technique et Distribution.
La télé arrive (arabe : التلفزة جاية) est un film tunisien réalisé en 2006 par Moncef Dhouib.

## Synopsis
El Malga est un village tranquille du Sud tunisien qui vit au rythme des fêtes nationales pendant lesquelles le comité culturel propose systématiquement le même programme. Un coup de téléphone de la capitale annonce la visite prochaine d'une équipe de télévision allemande dans la région. Le comité culturel décide alors de donner une image positive de son village et de son pays et se livre à une véritable mise en scène qui travestit la réalité.

## Fiche technique
- Réalisation : Moncef Dhouib
- Décors : Taïeb Jallouli
- Musique : Rabii Zammouri
- Photographie : Ahmed Bennys
- Montage : Charlène Gravel
- Son : Faouzi Thabet
- Costumes : Nedra Gribaa
- Langue : arabe
- Format : couleur - 35 mm - son dolby SRD
- Genre : comédie

## Distribution
- Tawfik Bahri
- Raouf Ben Amor
- Fatma Ben Saïdane
- Ammar Bouthelja
- Nouri Bouzid
- Leila Chebbi
- Issa Harrath
- Hmida Labidi
- Bernadette Machillot
- Hichem Rostom
- Jamel Sassi